# Пескарина (Пескара)
Пескарина (итал. Pescarina) је насеље у Италији у округу Пескара, региону Абруцо.
Према процени из 2011. у насељу је живело 91 становника. Насеље се налази на надморској висини од 89 м.